# LaFayette (Kentucky)
LaFayette – miasto w Stanach Zjednoczonych, w stanie Kentucky, w hrabstwie Christian.